# Olivia Lancelot
Olivia Lancelot est une actrice française. Elle est notamment connue en France pour le rôle du lieutenant Nathalie Charlieu dans les sept premières saisons de la série  Section de recherches.

## Biographie
Olivia Lancelot a suivi la classe supérieure d’art dramatique de la ville de Paris.

## Théâtre
- 2008 Un caprice d'Alfred de Musset : Laurence Emer, Théâtre du Renard.

## Filmographie

### Cinéma
- 2016 : Bang Gang : la mère de Gabriel
- 2004 : Comme une image : la peintre

### Télévision

#### Téléfilms
- 2016 : La soif de vivre : la directrice d'école[2].
- 2017 : Meurtres à Sarlat : Nadia
- 2019 : Les Mystères du Bois Galant , Patricia Lima

#### Séries télévisées
- 1994-1995 : Les Garçons de la plage ( épisodes 49 à 52 )
- 2002 : L'Été rouge :  Lt. Caroline Maillas
- 2010-2012 : La Nouvelle Maud : Martine
- 2007-2013 : Section de recherches : Lieutenant Nathalie Charlieu (saisons 1 à 7)
- 2015 : Mongeville : Un silence de mort (épisode 5)
- 2019 : Mongeville : Remous en thalasso (épisode 20) : Maud
- 2024 : Le Remplaçant : Saison 2, 2 Episodes 1 et 4